# Demonica
Demonica är ett samlingsalbum av black-/death metal-bandet Behemoth från Polen. Albumet består av äldre demoinspelningar och tidigare outgivna låtar samt nyinspelningar av låtar från de tidiga albumen. Endast 10 000 exemplar släpptes.

## Låtlista

### CD 1
1. "...Of my Worship (Intro)" – 1:35
2. "Summoning of the Ancient Gods" – 6:07
3. "The Arrival (Instrumental)" – 0:57
4. "Dark Triumph" – 5:24
5. "Momentum (Instrumental)" – 1:18
6. "Rise of the Blackstorm Of Evil" – 7:02
7. "Aggressor" (Hellhammer-cover) – 3:33
8. "Goat with a Thousand Young (Instrumental)" – 3:09
9. "Bless Thee for Granting me Pain" – 2:18
10. "Cursed Angel of Doom" – 3:09
11. "Transylvanian Forest" – 3:16

### CD 2
1. "From Hornedlands to Lindisfarne" – 5:56
2. "Thy Winter Kingdom" – 5:17
3. "Summoning (Of the Ancient Ones)" – 4:55
4. "The Dance Of the Pagan Flames" – 3:59
5. "Blackvisions of the Almighty" – 4:49
6. "Fields Of Haar-Meggido" – 6:35
7. "Deathcrush" (Mayhem-cover) – 3:20
8. "Moonspell Rites" – 6:53
9. "Blackvisions of the Almighty" – 6:40
10. "Pure Evil & Hate" – 3:15
11. "The Oak Between the Snows (Instrumental)" – 2:29
12. "Spellcraft & Heathendom" – 3:33

## Bandmedlemmar

### CD 1
- - Adam "Nergal" Darski - sång, gitarr, bas
  - Adam "Baal Ravenlock" Muraszko - trummor, percussion
- På spår 11
  - Zbigniew Robert "Inferno" Promiński - trummor
  - Tomasz "Orion" Wróblewski - bas

### CD 2
- - Adam "Nergal" Darski - sång, gitarr
  - Adam "Baal Ravenlock" Muraszko - trummor, percussion
  - Rafał "Frost / Browar" Brauer - gitarr
  - Orcus - bas (Spår 1-11)
- På spår 12
  - Zbigniew Robert "Inferno" Promiński - trummor
  - Tomasz "Orion" Wróblewski - bas